# Johann Jacob Baeyer
Johann Jacob Baeyer, né le 5 novembre 1794 à Müggelheim et mort le 10 septembre 1885 à Berlin, est un géodésien et lieutenant-général de l'Armée prussienne. Il est le premier directeur de l'Institut géodésique de Prusse et fondateur de l'Association internationale de Géodésie.

## Biographie
Baeyer entre en 1810 au lycée de Joachimsthal puis en 1813 dans le 4e régiment de grenadiers de l'armée prussienne. Il intègre l'École militaire de Coblence en 1816. Il est nommé officier d'État-Major en 1821. De 1831 à 1836, il enseigne à l'École militaire de Berlin. Durant cette période, il assiste Friedrich Wilhelm Bessel pour la mesure d'un degré terrestre. En 1858, il est nommé lieutenant-général à Dantzig. En 1865, l'Académie royale des sciences de Prusse l'inscrit au nombre de ses membres d'honneur.
Baeyer projette de soumettre les diverses questions de géodésie à un examen sérieux. De plus, il souhaite relier toutes les triangulations de l'Europe centrale afin de mesurer une vaste zone terrestre de 17° en longitude et de 21° en latitude, comprise entre les parallèles de Palerme et Christiania et entre les méridiens de Bonn et de Königsberg. Il propose son projet au Gouvernement prussien qui l'accueille favorablement. Il publie en 1861 son mémoire intitulé Über die Grösse und Figur der Erde (De la taille et de la figure de la Terre). Il fait proposer aux gouvernements intéressés de s'associer pour mettre son projet à exécution. La Saxe et l'Autriche répondent aussitôt à son appel. Après entente des délégués de ces deux États avec Baeyer, la plupart des gouvernements nomment des délégués qui constituent en 1862 une Association géodésique que Baeyer dirige seul.
Baeyer est considéré comme le fondateur de l'Association internationale de Géodésie, crée en 1864 sous le nom de Mitteleuropäische Gradmessung (Association pour la mesure des degrés en Europe centrale) et dotée d'un Bureau central, basé à l'Institut Géodésique de Prusse à Berlin, dont il devient le président à vie,.
Johann Jacob Baeyer est le père du lauréat du prix Nobel de chimie, Adolf von Baeyer.